# Мідір (кратер)
Кратер Мідір (англ. Craters Midir) — метеоритний кратер на Європі, супутнику Юпітера.

## Характеристики
Утворився на місці падіння на поверхню супутника Європа космічного метеорита, якого притягнув у свою орбіту масивний Юпітер. Внаслідок чого сформувався ударний кратер з діаметром 37,4 кілометра. Центр кратера розташовано за координатами 3.65° пд. ш., та 338.75° сх. д.
Вперше про льодовий кратер довідалися у 2006 році, після дослідження поверхні супутника телескопами з Землі. Названий на ім'я Мідіра, бога підземного світу в кельтській міфології.

## Ланки
- Картка об'єкту [Архівовано 11 серпня 2018 у Wayback Machine.](англ.)